# 交響曲第2番 (ジェイガー)
交響曲第2番『三法印』（Symphony No.2, The Seal of the Three Laws）は、ロバート・ジェイガーが作曲した2作目の吹奏楽のための交響曲。

## 概要
1976年、当時の立正佼成会会長である庭野日敬の70歳の誕生日を祝って東京佼成ウインドオーケストラが委嘱したことで作曲された。初演は1976年の11月、東京で作曲者の指揮で行われた。
委嘱元との関連から、大乗仏教がその思想を特徴付けるとされる「三法印」を題材にした標題音楽として作曲されている。『交響曲第1番』がロマンティックで明快な作品であるのに対し、抽象的な曲想とより複雑な書法が用いられているのが特徴的である。「第1番」が広範な人気を博し、全日本吹奏楽コンクールでも繰り返し取り上げられていることと比較して、演奏機会は多くない。

## 楽器編成
| 木管   | 木管                      | 金管                       | 金管                       | 弦・打                     | 弦・打 |
| ------ | ------------------------- | -------------------------- | -------------------------- | -------------------------- | --- |
| Fl.    | 2, Picc.                  | Crnt.                      | 4                          | Cb.                        | ● |
| Ob.    | 2, C.A.                   | Hr.                        | 4                          | Timp.                      | ● |
| Fg.    | 2                         | Tbn.                       | 3                          | 他                         | ヴィブラフォン、シロフォン、チャイム、ベル、シンバル（クラッシュ、サスペンデッド）、バスドラム、スネアドラム、トライアングル、ゴング、タンバリン、ティンバレス |
| Cl.    | 3, E♭, Alto, Bass, C-Bass | Bar.                       | 1                          | 他                         | ヴィブラフォン、シロフォン、チャイム、ベル、シンバル（クラッシュ、サスペンデッド）、バスドラム、スネアドラム、トライアングル、ゴング、タンバリン、ティンバレス |
| Sax.   | Alt. 2 Ten. 1 Bar. 1      | Tub.                       | ●                          | 他                         | ヴィブラフォン、シロフォン、チャイム、ベル、シンバル（クラッシュ、サスペンデッド）、バスドラム、スネアドラム、トライアングル、ゴング、タンバリン、ティンバレス |
| その他 | その他                    | チェレスタ、ピアノ、ハープ | チェレスタ、ピアノ、ハープ | チェレスタ、ピアノ、ハープ | チェレスタ、ピアノ、ハープ |

## 楽曲構成
全3楽章からなり、演奏時間は約17分。スコアの巻頭には、それぞれの思想について説明する庭野日敬の著作からの抜粋がプログラムノートとして記されている。
- 第1楽章　諸行無常（All Things are Impatient）
「この世の全てのことは、常に変化し生滅している」ことをジェイガーは、活動的なアレグロで表わしている。繊細な響きの中で即興的なパッセージが交錯する序奏に続き、テンポを早めて「明るく」（Brightly）と指示された主部に入る。ピアノやハープ、ソロ群が印象的に使われ、変化に富んだ展開を見せる。
- 第2楽章　諸法無我（Nothing has an Ego）
「活発に」（Spirited）。前楽章に増して活動的なスケルツォ。冒頭のサクソフォンに出る主題を展開して進み、各楽器のソロやソリ、対位法的な書法を存分に活用して「すべての事象は、お互いに繋がりを持ち助け合って存在している」ことを表現する。短いトリオは、単調な伴奏に乗ったチューバのソロで始まる。
- 第3楽章　涅槃寂静（Nirvana is Quiescence）
「ゆっくりと、平安に」（Slowly, peacefully）。終始静かに進むアダージョで、「心身の完全な平安」を表現する。